# Paulo Francisco Machado
Paulo Francisco Machado (ur. 13 października 1952 w Magé) – brazylijski duchowny katolicki, biskup Uberlândii od 2008.

## Życiorys
11 grudnia 1977 otrzymał święcenia kapłańskie i został inkardynowany do diecezji Petrópolis. Pracował duszpastersko na terenie diecezji, był także m.in. wykładowcą seminarium oraz uniwersytetu w Petrópolis oraz wicerektorem instytutu teologicznego w tymże mieście.

### Episkopat
12 maja 2004 został mianowany biskupem pomocniczym archidiecezji Juiz de Fora, ze stolicą tytularną Caliabria. Sakry biskupiej udzielił mu 25 lipca 2004 ordynariusz Juiz de Fora - arcybiskup Eurico dos Santos Veloso.
2 stycznia 2008 papież Benedykt XVI mianował go biskupem diecezji Uberlândia. Ingres odbył się 22 lutego 2008.